# Fuerzas Armadas de Turquía
Las Fuerzas Armadas de Turquía (FAT) (en turco: Türk Silahlı Kuvvetleri o TSK), consisten en el Ejército, la Armada (inclusión de la aviación naval y de Infantería de Marina), y la Fuerza Aérea de la República de Turquía. La Gendarmería y los guardacostas funcionan como componentes de las fuerzas de seguridad interna en tiempo de paz, y están subordinadas al Ministerio del Interior de Turquía. En tiempos de guerra, están subordinadas al Ejército y la Marina. Ambas tienen funciones policiales y militares.
El Jefe del Estado Mayor General de las Fuerzas Armadas de Turquía (FAT) desde el 3 de agosto de 2024, es el General Metin Gürak.
Después de convertirse en un miembro de la OTAN el 18 de febrero de 1952, Turquía inició un programa integral de modernización de sus Fuerzas Armadas. Hacia el final de la década de 1980, se inició un segundo proceso de reestructuración.
Las FAT, con una fuerza combinada de tropas de alrededor de 1,042,850 soldados, es la segunda mayor fuerza militar de la OTAN (después de los EE. UU.). En la actualidad, hasta 36.700 tropas podrán ser estacionadas en el norte de Chipre como parte de la Fuerza de Paz Turcochipriota.
Los partidarios de la Unión Europea como una superpotencia han pronosticado que la adición de las Fuerzas Armadas de Turquía en la estructura militar de la UE le permitiría ser un jugador verdaderamente global. Las FAT actualmente participan en los Grupos de combate de la Unión Europea bajo control del Consejo Europeo, y como parte del grupo de combate italo-rumano-turco, que debe estar operativo entre junio y diciembre de 2010. También contribuye con efectivos operativos en el Eurocuerpo, una fuerza multinacional a iniciativa de la UE y la OTAN.
Oficiales de la OTAN sostienen que las Fuerzas Armadas de Turquía actuales son "muy experimentadas y están muy bien entrenadas".

## Historia

### Fundación de la República de Turquía

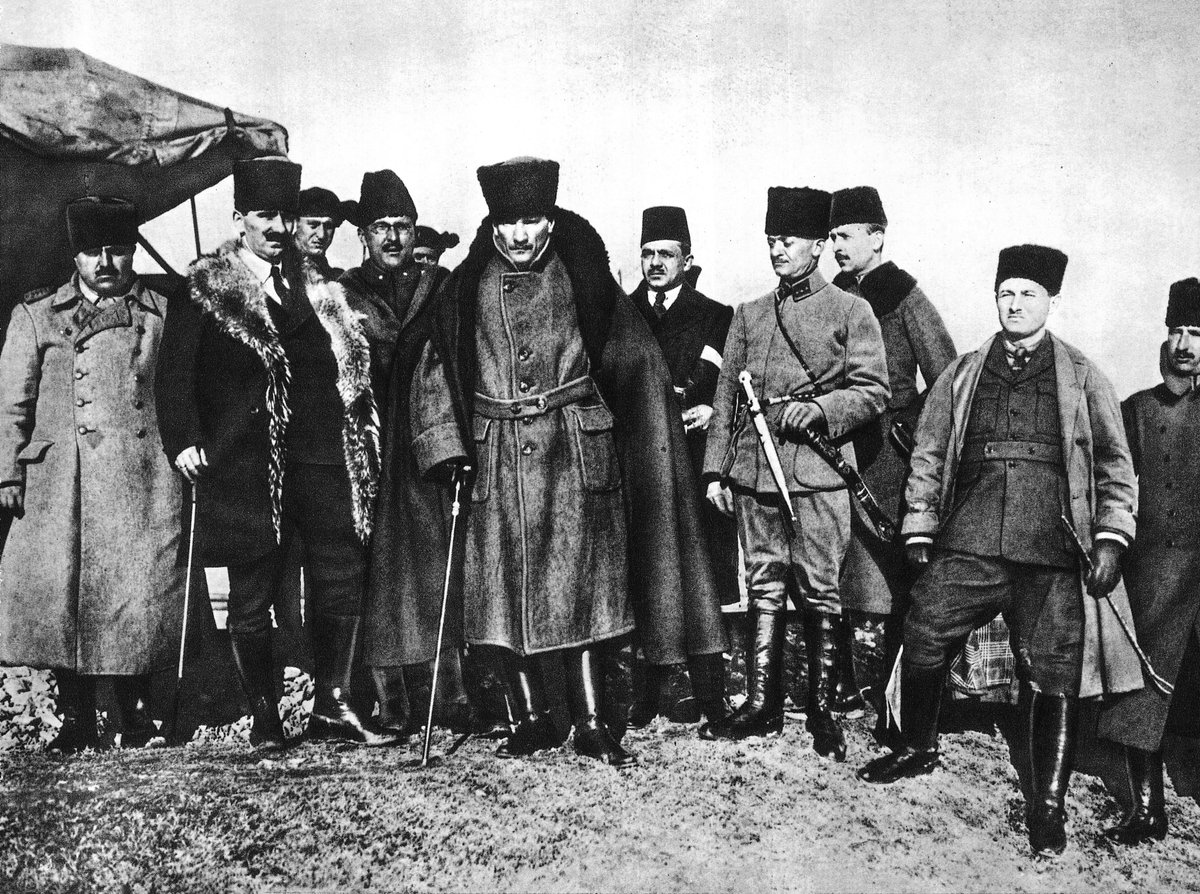
Mustafa Kemal Pasha al final de la Primera Batalla de İnönü

El Ejército turco tiene sus raíces en el resto de las fuerzas otomanas heredadas después de la caída del Imperio Otomano al final de la I Guerra Mundial. El auge del nacionalismo turco en Anatolia, bajo el liderazgo de Mustafa Kemal Atatürk, condujo finalmente a la victoria en la guerra de la independencia de Turquía, y posteriormente a la fundación de la República de Turquía, al tiempo que estas fuerzas se reorganizaron en el ejército turco.

### Segunda Guerra Mundial
Turquía permaneció neutral hasta las etapas finales de la Segunda Guerra Mundial, y trató de mantener una distancia igual entre el Eje y los Aliados. Sin embargo, en la Segunda Conferencia de El Cairo en 1943, Franklin D. Roosevelt, Winston Churchill e İsmet İnönü llegaron a un acuerdo sobre las cuestiones relativas a la posible contribución de Turquía a los aliados, y se decidió que Turquía debía mantener su neutralidad y así bloquear el acceso del Eje a las reservas estratégicas de petróleo de Oriente Medio.

### Guerra de Corea

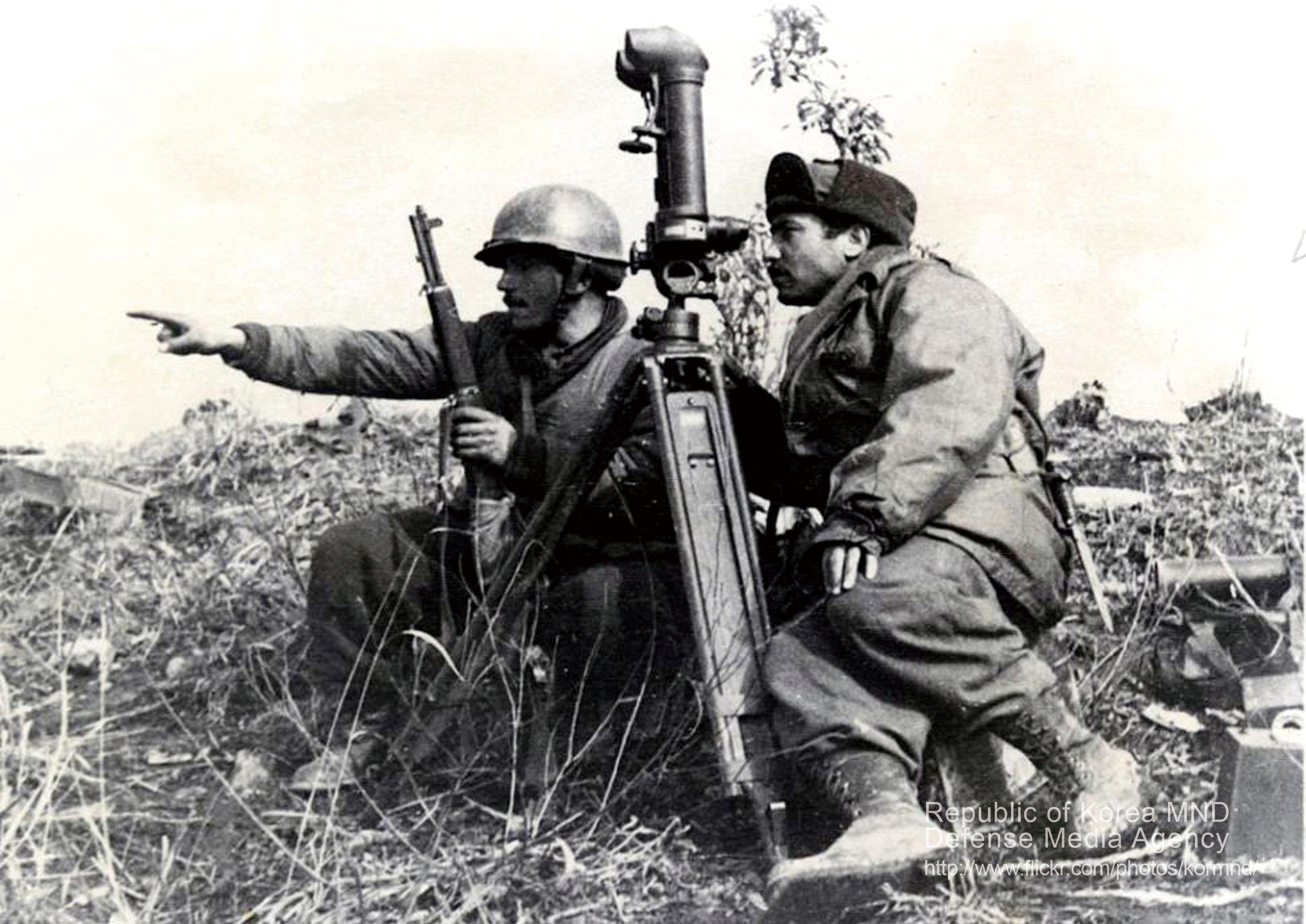
Soldados turcos observando el frente durante la Guerra de Corea

Turquía participó en la guerra de Corea como un estado miembro de las Naciones Unidas y sufrió 731 muertes en combate.
Turquía se convirtió en miembro de la OTAN el 18 de febrero de 1952, e inició un programa integral de modernización de sus Fuerzas Armadas.
Ecos de la batalla de Kunuri:
"4500 soldados en medio de la línea de fuego han sabido crear el milagro. Los sacrificios de los soldados turcos permanecerán eternamente en nuestra memoria." - Washington Tribune
"El coraje en las batallas de la Brigada Turca ha creado un efecto favorable en el conjunto de las Fuerzas de Naciones Unidas." - Time
"La sorpresa en las batallas de Corea no fueron los chinos sino los turcos. Es imposible en este momento hallar una palabra para describir el heroísmo que los turcos han mostrado en las batallas." - Abent Post
"Los turcos han mostrado en Kunuri un heroísmo a la altura de su gloriosa historia. Los turcos se han ganado la admiración del mundo entero por la gloriosa lucha en las batallas." - Figaro
"Los turcos, quiénes han sido conocidos a través de la historia por el coraje y decoro, probaron que han conservado estas características, en la guerra que Naciones Unidas sostuvo en Corea." - Burner - U.S. Congresista
"No queda nadie que no sepa que los turcos, nuestros aliados valiosos, son guerreros duros y que han realizado proezas muy grandes en el frente." - Claude Pepper, U.S. Senador
"Ahora entiendo que el voto que di en favor de la asistencia a Turquía fue la votación más apropiada que di en mi vida. Coraje, valentía y heroísmo son las mayores virtudes que tarde o temprano conquistarán. En este asunto, no conozco ninguna nación superior a los turcos." - Rose - U.S. Senador
"Mientras los turcos estaban por largo tiempo luchando contra el enemigo y muriendo, los británicos y americanos se estaban retirando. Los turcos, quiénes estaban sin munición, fijaron sus bayonetas y atacaron al enemigo y entonces se produjo un terrible combate cuerpo a cuerpo. Los turcos lograron retirarse con un combate continuo y cargando con los heridos a sus espaldas. Desfilaron por Pyongyang con las frentes bien altas." - G.G. Martín - Teniente General británico
"Las fuerzas turcas han mostrado éxito más allá de los esperado en las batallas sostenidas en Corea." - General Collings - Comandante del Ejército de los EE. UU.
"Debemos la salvación de miles de tropas de Naciones Unidas de quedar con certeza rodeadas al heroísmo de los soldados turcos. Los soldados turcos en Corea añadieron una nueva página inolvidable de honor a las leyendas y costumbres de heroísmo de la nación turca." - Emanuel Shinwell - Ministro de Defensa del Reino Unido
"Los heroicos soldados de una nación heroica, habéis salvado al VIII Ejército y al IX Cuerpo de Ejército de quedar rodeados y a la 2.ª División de la destrucción. He venido hoy aquí para agradeceros en favor del Ejército de Naciones Unidas." - General Walton H. Walker, Comandante, Octavo Ejército
"Los turcos son los héroes de los héroes. No hay nada imposible para la Brigada Turca." - General Douglas MacArthur - Comandante en Jefe de las Fuerzas de Naciones Unidas.

### Chipre
El 20 de julio de 1974, las Fuerzas Armadas de Turquía pusieron en marcha una intervención militar de ocupación de Chipre con el pretexto de un golpe de Estado que había sido organizado por la Guardia Nacional Chipriota contra el presidente Makarios III con la intención de anexar la isla a Grecia. La intervención terminó con la ocupación por Turquía de un área considerable en la parte norte de la isla y el establecimiento de un gobierno que sólo Turquía reconoce. La intervención se produjo después de más de una década de episodios esporádicos de violencia entre las comunidades grecochipriotas y turcochipriotas como consecuencia de la ruptura constitucional de 1963. Turquía hizo valer su papel de garante en virtud del Tratado de Garantía de 1960 en la justificación de esta intervención. Las fuerzas turcas invadieron la isla en dos oleadas, que ocuparon el 37% del territorio de la isla en el noreste.
En el período posterior, los turcochipriotas declararon una entidad política separada en la forma del Estado turco de la Federación de Chipre y en 1983 hizo una declaración unilateral de independencia como la República Turca del Norte de Chipre, que fue reconocida solamente por Turquía. Las Naciones Unidas siguen solamente reconociendo la soberanía de la República de Chipre de acuerdo a los términos de su independencia en 1960. El conflicto amenaza con ensombrecer las relaciones de Turquía con Grecia y con la Unión Europea.

### Campaña contra El PKK
A partir de la década de 1980 las fuerzas armadas turcas han estado implicadas en una prolongada campaña contra el PKK, una milicia integrada por miembros de origen kurdo, tanto nacionales como extranjeros, considerada una organización terrorista por la mayoría de los miembros de la UE y los EE. UU. En el curso de la campaña que ha involucrado frecuentes incursiones en la vecina Irak, muchas comunidades rurales kurdas fueron arrancadas en un esfuerzo para limitar la base logística del PKK. Estas acciones de la FAT han dado lugar, a mediados de la década de 1990, al abandono de más de 3.000 pueblos kurdos, mientras que según cifras oficiales 378.335 kurdos han sido desplazadas o permanecen sin hogar.

### Modernización

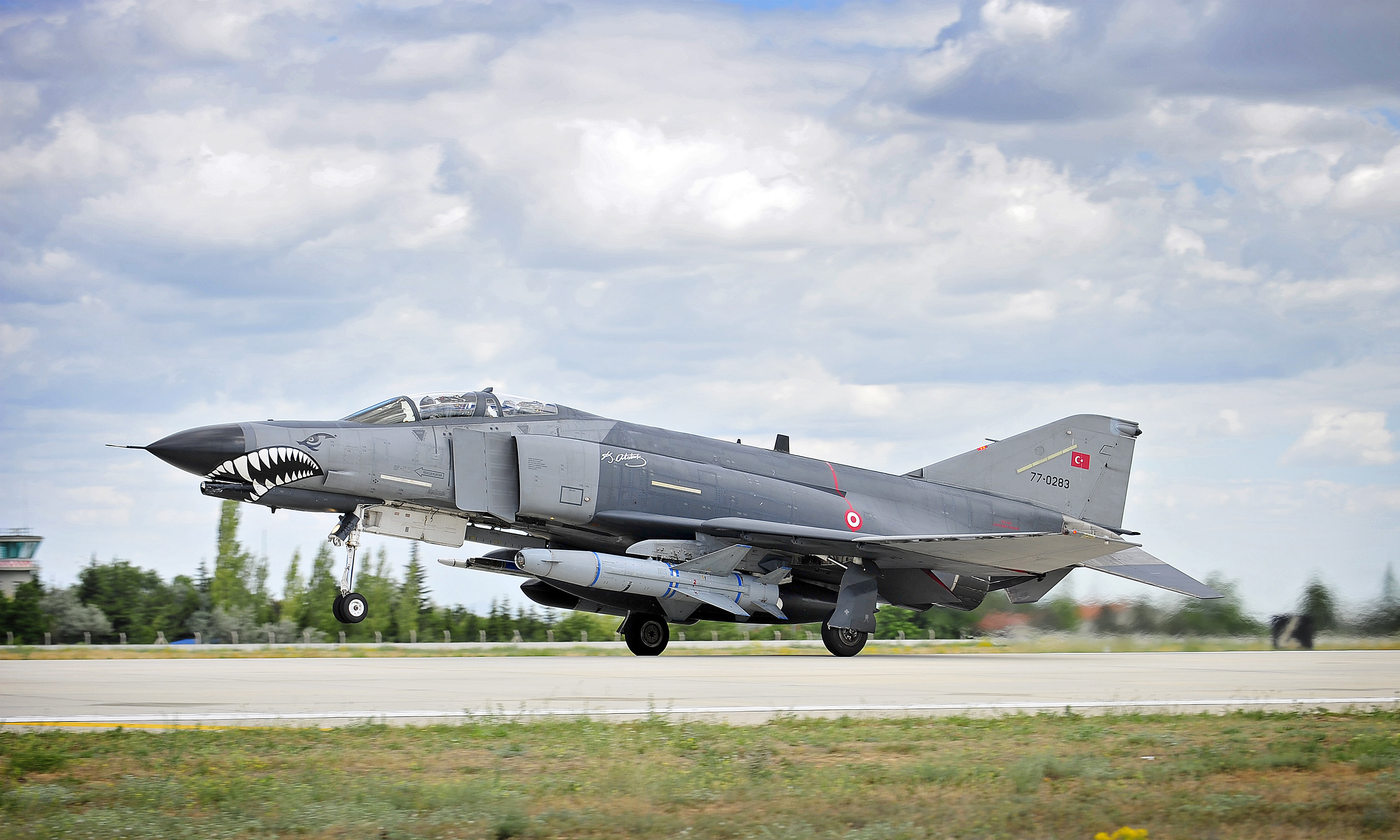
Un avión F-4E Phantom II de la Fuerza Aérea Turca armado con misiles Popeye despega de la Tercera Base Aérea de Konya.

Hacia el final de la década de 1980, un proceso de reestructuración y de modernización por valor de 300 mil millones dólares fue iniciado por las Fuerzas Armadas de Turquía, y continúa hoy. El objetivo final de Turquía es producir nuevas generaciones de material militar para convertirse en cada vez más autosuficientes en términos de tecnologías. Turquía es ahora considerada como una de las diez potencias militares más fuertes del mundo.

## Deberes y doctrina de defensa
Turquía se encuentra en una región de vital importancia y dificultad, con diferentes regímenes políticos, religiones, sistemas económicos y los poderes militares. Debido a su posición estratégica, rodeada por el mar Negro, y los mares Egeo y Mediterráneo, así como la Balcanes, el Cáucaso y el Oriente Medio, es un punto focal donde intersectan las líneas internacionales geoestratégicas y las rutas de los tres continentes del Viejo Mundo (Europa, Asia y África. Turquía, que controla los estrechos del Bósforo y de los Dardanelos, también está bien posicionada para el control del Canal de Suez y por consiguiente, del tráfico marítimo en la región.
El este y sudeste de Anatolia son las rutas más cortas por tierra y transporte aéreo a los vastos recursos energéticos en el Oriente Medio. Los cambios radicales están teniendo lugar en la región alrededor de Turquía, y estos cambios traen consigo importantes retos. Mientras que las incertidumbres en el contenido y la duración de estos cambios siguen, Turquía se mantiene firme como un elemento de estabilidad en la región.
En este entorno de incertidumbre, la amenaza a la seguridad de Turquía ya no está compuesta sólo de los distintos regímenes y competencias militares en la región, sino también de la inestabilidad política, económica y social, los conflictos fronterizos, las luchas de poder y el terrorismo.
Además de las crisis regionales, las Fuerzas Armadas de Turquía deben —sobre la base de las decisiones políticas— también estar preparadas para responder a las crisis que constituyen una amenaza para la paz mundial.
Con estricto apego al principio de Atatürk, "Paz en casa, paz en el mundo", las Fuerzas Armadas de la República de Turquía están decididas a no seguir ninguna intención agresiva, pero asimismo tomar medidas cuando la independencia del Estado turco y la seguridad y el honor de la nación turca sea atacada, en paralelo con los ideales comunes de las organizaciones internacionales y los tratados de los que Turquía es miembro y signatario.
Como miembro de la Alianza OTAN, la República de Turquía ha asegurado una mayor sensación de seguridad a sus aliados y ha contribuido a la protección de la paz global. Turquía sigue cooperando con los países de la OTAN en el ámbito de la defensa y apoya plenamente las iniciativas en pro del desarme mundial y el control de armamentos. En este contexto, Turquía se ha comprometido a un plan de desarme mundial que se realiza bajo un mecanismo de control eficaz, que no afecta negativamente a la seguridad de cualquier nación.

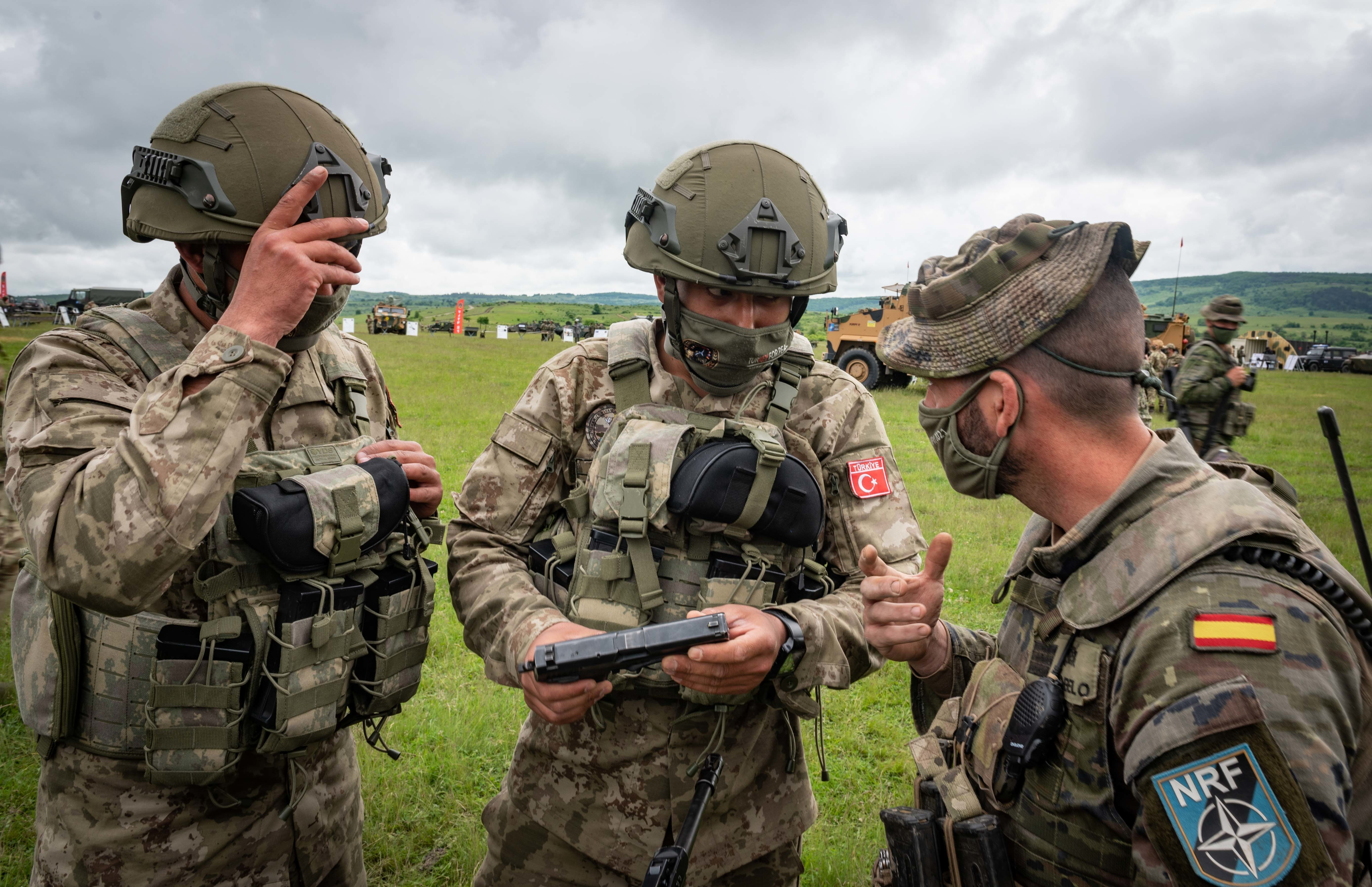
Un soldado español muestra su armería a las tropas turcas en una exhibición estática de equipos durante el ejercicio Steadfast Defender 2021 de la OTAN.

En un ambiente lleno de conflictos calientes, Turquía, teniendo gran importancia como el último eslabón dentro de la cadena de defensa de la OTAN, debe tener una poderosa capacidad de defensa nacional y un ejército fuerte que esté listo para reaccionar de manera eficaz contra los peligros potenciales.
Los principales elementos de la Doctrina de Defensa turca, son la determinación de la defensa nacional, la solidaridad de la OTAN y la lealtad a las Fuerzas Armadas de Turquía.
Las Fuerzas Armadas de la República de Turquía cuentan con el Ejército, la Armada y la Fuerza Aérea, que están subordinados al Estado Mayor General de Turquía. El Comando General de la Gendarmería y el Comando de Guardacostas, que operan como parte de las fuerzas de seguridad interna en tiempo de paz, están subordinados a los comandos de las Fuerzas de Tierra y Navales respectivamente, en tiempos de guerra.
El Jefe del Estado Mayor General es el Comandante de las Fuerzas Armadas. En tiempos de guerra, actúa como el Comandante en Jefe, en nombre del Presidente. El Estado Mayor Turco es el responsable del comando de las Fuerzas Armadas y de establecer las políticas y programas relacionados con la preparación para el combate de personal, inteligencia, operaciones, organización, capacitación y servicios de logística. Además, el Estado Mayor turco coordina las relaciones militares de las Fuerzas Armadas de Turquía con los Estados miembros de la OTAN y otras naciones amigas.

## Ramas
Las Fuerzas armadas de Turquía consisten en cinco ramas: tiene una fuerza activa de alrededor de 612,600 efectivos.

### Ejército

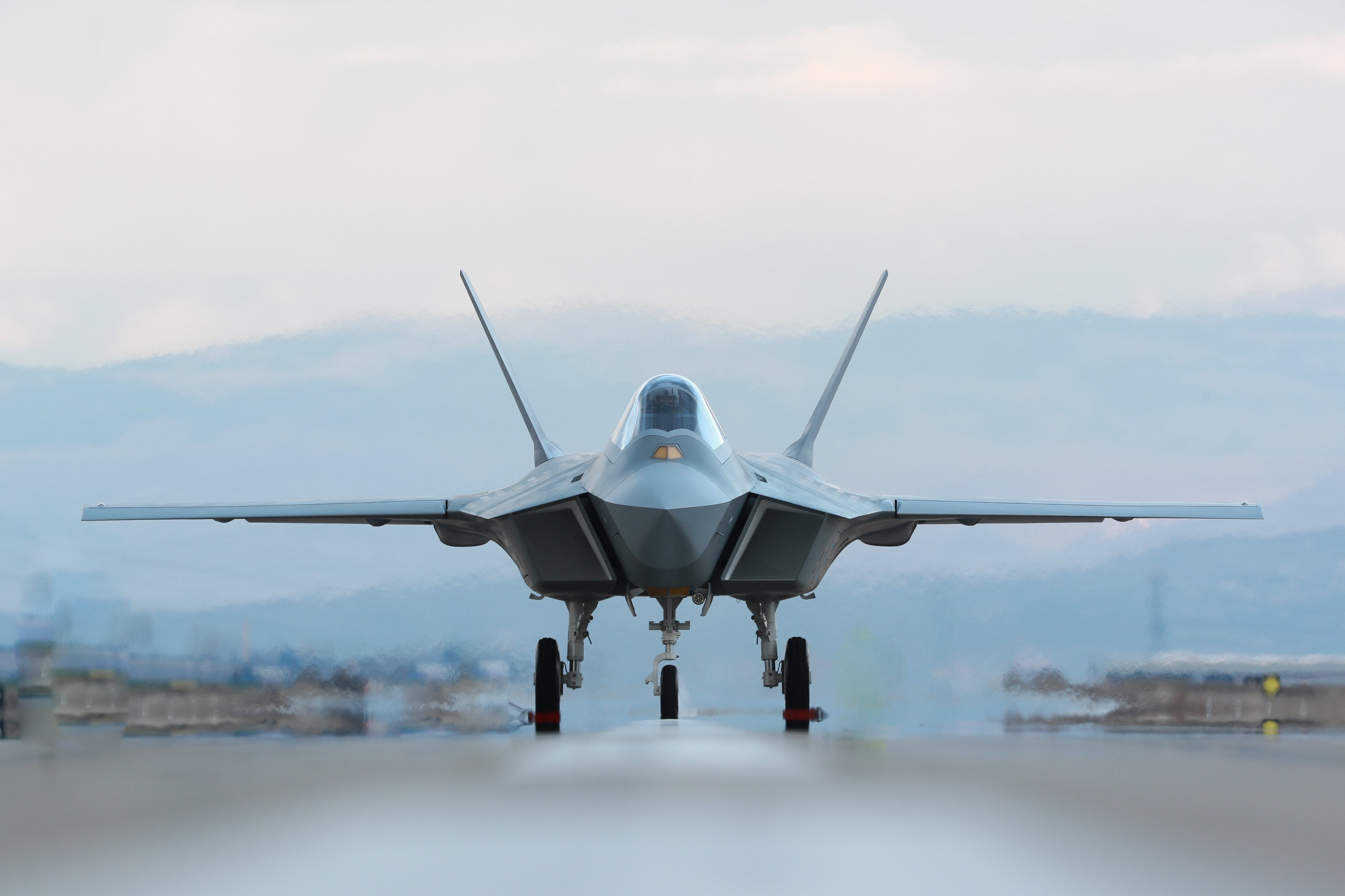
El TAI TFX completó su primer vuelo el 21 de febrero de 2024.

El Ejército de tierra turco es uno de los ejércitos más grandes del mundo y el segundo más grande de OTAN. El ejército turco puede implementar un considerable cuerpo de ejército para llevar a cabo operaciones conjuntas a corto plazo. El Ejército puede llevar a cabo operaciones de asalto aéreo con una capacidad de elevación de hasta seis batallones a la vez, día y noche.
El Ejército turco moderno tiene sus fundamentos en los restos de las fuerzas otomanas que heredó después de la caída del Imperio otomano al final de la I Guerra Mundial, aunque fuentes oficiales —la Comandancia de las fuerzas terrestres y otros— sugieren la fecha de su fundación a Mete Han en el 209 a. C. El auge del nacionalismo turco en Anatolia, bajo la dirección de Mustafa Kemal Atatürk, finalmente llevó a la victoria en la Guerra de Independencia Turca, y posteriormente a la fundación de la República de Turquía; estas fuerzas fueron reorganizadas en el Ejército turco moderno.
El Ejército de tierra turco tiene alrededor de 512,300 miembros de personal activo.

### Fuerza Aérea
La Fuerza Aérea de Turquía es una de las fuerzas aéreas más antiguas en el mundo y opera una de las mayores flotas de aeronaves de combate de la OTAN. En su larga historia, muchos famosos ases y pioneros de la aviación han servido en la Fuerza Aérea de Turquía, incluyendo a Sabiha Gökçen, la primera piloto de combate del mundo. Apoyada por la capacidad de reabastecimiento en vuelo de la FAT, los aviones de combate de la Fuerza Aérea de Turquía pueden participar en operaciones internacionales y ejercicios en todos los continentes más importantes y regresar a sus bases.
La Fuerza Aérea de Turquía tiene alrededor de 65,000 efectivos.

### Armada

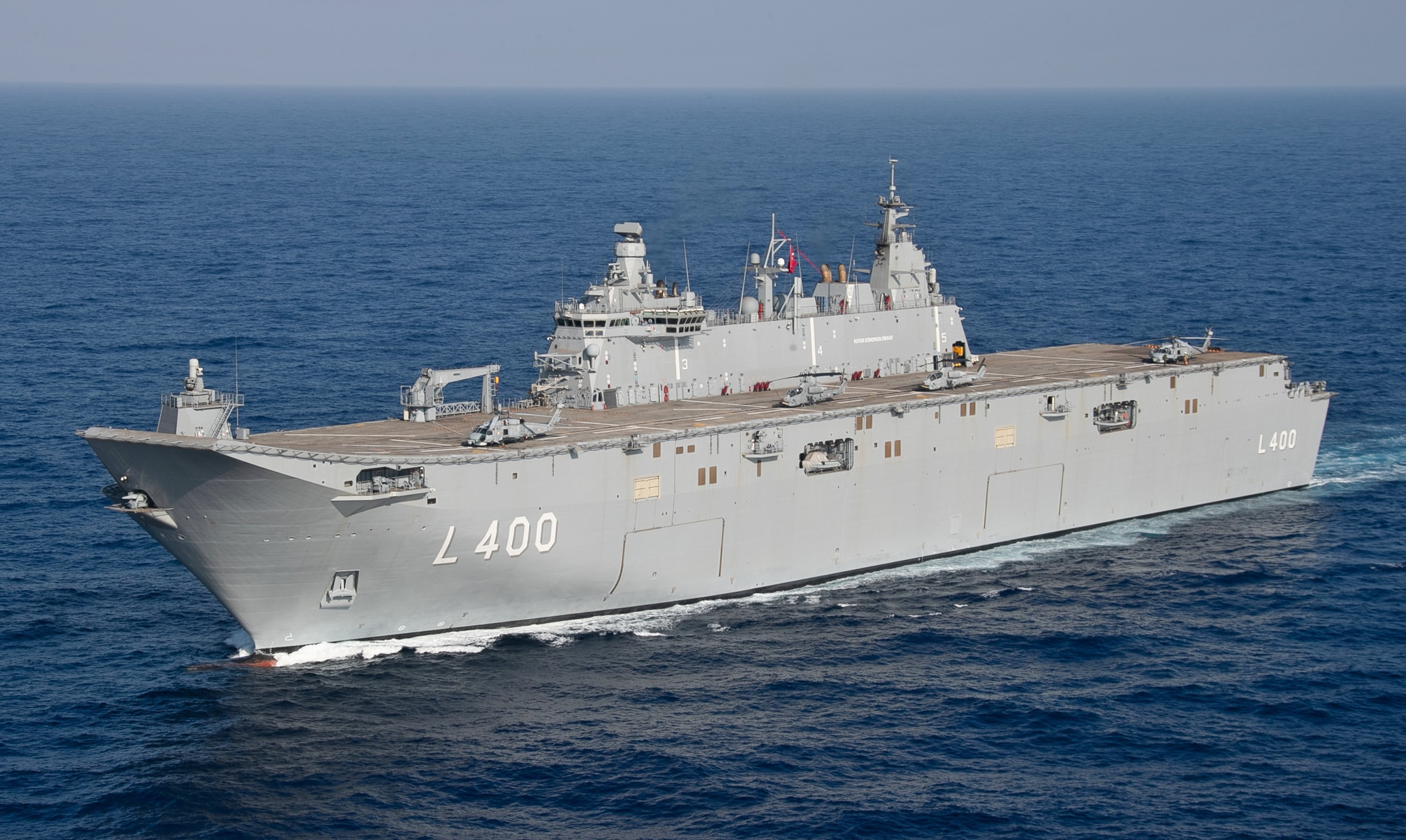
El TCG Anadolu (L-400) en el mar Mediterráneo.

La Armada turca ha sido históricamente una de las mayores potencias navales del Mediterráneo. Con el apoyo de la reposición de sus buques, la Armada de Turquía puede participar en operaciones internacionales y prácticas en todos los mares y los océanos principales del mundo. Submarinos individuales pueden navegar hasta 28.000 km y regresar a sus bases. La Armada Turca tiene alrededor de 56,000 miembros de personal activo.

### Gendarmería
La Gendarmería turca es responsable de mantener la ley y el orden en las zonas rurales que no caen bajo la jurisdicción de las fuerzas de policía regulares. La Gendarmería turca tiene alrededor de 250,000 miembros de personal activo.

### Guarda Costera
La Guarda costera turca es responsable de mantener la ley y el orden en las aguas territoriales de Turquía. La Guardia Costera de Turquía tiene alrededor de 20,000 miembros de personal activo.

### Fuerza Paramilitar
Esta organización paramilitar se está usando en el sudeste de Anatolia durante el Conflicto Turquía-PKK. Todavía hay 90.000 "Guardias de las Aldeas" equipados con AK-47/74 y RPK/PKM/RPD LMG's. Pero el Gobierno tiene previsto eliminar gradualmente este sistema.

### Comando de Fuerzas Especiales
El Comando de Fuerzas Especiales (en turco, Özel Kuvvetler Komutanlığı — OKK) fue establecido en 1992, dependiendo directamente del Estado Mayor turco. Consta de soldados de élite de rangos y clases diferentes conocidos como "Boinas Granates", entrenados para servir en cualquier terreno y condiciones de clima contra amenazas internas y externas. Su tarea es llevar a cabo operaciones especiales que superen las capacidades de otras unidades militares.

## Papel de los militares en la política turca
Desde que Mustafa Kemal Atatürk fundó la república laica de la moderna Turquía en 1923, el ejército turco se ha percibido a sí mismo como el guardián de la Kemalismo, la ideología oficial del Estado. Las FAT todavía mantienen un importante grado de influencia en la política turca y en la toma de decisiones sobre cuestiones de procedimiento relacionadas con la seguridad nacional de Turquía, aunque disminuyó en las últimas décadas, a través del Consejo de Seguridad Nacional.
El Ejército ha tenido un registro de intervenciones en la política. De hecho, asumió el poder durante varios períodos en la segunda mitad del siglo XX. Se ejecutaron golpes de Estado en 1960, 1971 y 1980. Más recientemente, maniobró para la eliminación de un primer ministro de orientación islámica, Necmettin Erbakan, en 1997.
El 27 de abril de 2007, antes de las elecciones presidenciales del 4 de noviembre de 2007, y en reacción a la política de Abdullah Gül, que tiene un historial de participación en movimientos políticos islamistas y los partidos islámicos prohibidos, como el Partido del Bienestar, el Ejército emitió una declaración de sus intereses. Dijo que el ejército es parte de los "argumentos" con respecto al laicismo, que el islamismo es contrario a la naturaleza laica de la República de Turquía, y al legado de Mustafa Kemal Atatürk. La declaración del Ejército terminó con una clara advertencia de que las Fuerzas Armadas de Turquía están dispuestas a intervenir si se compromete el carácter laico de la Constitución turca, señalando que "las Fuerzas Armadas turcas mantienen su sólida determinación de llevar a cabo sus obligaciones derivadas de leyes para proteger las características inmutables de la República de Turquía. Su lealtad a esta determinación es absoluta."
Contrariamente a las expectativas de fuera, el pueblo turco no siente uniformemente aversión a los golpes de estado, muchos acogen con satisfacción la expulsión de gobiernos que consideran inconstitucionales. Los militares también deben cumplir con las tradiciones de laicidad; de acuerdo con la Comisión de los EE. UU. en el informe de Libertad Religiosa Internacional en 2008, los miembros que habían realizado oraciones o las esposas que llevaban el pañuelo en la cabeza, han sido acusados de "falta de disciplina".
El 15 de julio de 2016 sectores de las Fuerzas Armadas protagonizaron un intento de golpe de Estado al gobierno de Recep Tayyip Erdoğan. La fallida asonada concluyó con al menos 3000 militares detenidos y 250 muertos, la mayoría de ellos soldados golpistas.

## Ayuda humanitaria
Las Fuerzas Armadas de Turquía pueden llevar a cabo "operaciones de socorro en casos de desastre", como en el terremoto de 1999 en Izmit en la región de Mármara de Turquía. Las Fuerzas Armadas de Turquía pueden llevar a cabo operaciones de mantenimiento de la paz en cualquier parte del mundo con un grupo de trabajo de cuatro batallones.
Además de contribuir a la OTAN, la Armada de Turquía también está disponible para la Grupo de Cooperación Naval del Mar Negro (BLACKSEAFOR), que fue creado a principios de 2001 por Turquía, Bulgaria, Georgia, Rumania, Rusia y Ucrania para la búsqueda y rescate y otras operaciones humanitarias en el Mar Negro.